# Baldine Saint Girons
Baldine Saint Girons, née le 3 avril 1945, est une philosophe française, professeur émérite de philosophie des XVIIe et XVIIIe siècles à l'université de Paris X-Nanterre, spécialiste de l'esthétique et de la philosophie du sublime, en particulier chez Giambattista Vico et Edmund Burke.
Elle est membre de l'Institut universitaire de France.

## Biographie
Agrégée de philosophie (1968), diplômée de psychopathologie (1969) et titulaire d'un DEUG de chinois (1979), Baldine Saint Girons a obtenu son doctorat de philosophie en 1992 avec une thèse intitulée Fiat lux : une philosophie du sublime. Membre du Centre d'études d'histoire de la philosophie moderne et du Conseil national des universités, elle est responsable de la Convention entre les universités de Bologne et de Paris, et membre de la Société française de philosophie et de la Società Italiana d'Estetica.

## Publications
- Esthétiques du XVIIIe siècle, beaux-arts, architecture, art des jardins : Le modèle français, éditions  Philippe Sers, 1990, 735 pages.
- Fiat lux : une philosophie du sublime, Quai Voltaire, 1993, 624 pages, prix international d'esthétique Morpurgo-Tagliabue 2002. Trad. italienne Palerme, Aestetica, 2003. Trad. partielles en anglais, portugais et tchèque.
- Les Monstres du sublime : Hugo, le génie et la montagne, éditions Paris-Méditerranée, 2005, repris par Max Milo, 164 pages.
- Le Sublime de l'antiquité à nos jours, éditions Desjonquères, 2005, 260 pages. Trad. italienne Bologne, Il Mulino, coll. de Remo Bodei, Lessico dell'estetica. Trad. espagnole Antonio Machado Libros, 2007.
- Les Marges de la nuit : Pour une autre histoire de la peinture, éditions de L'Amateur, 2006, 200 pages. Trad. italienne Palerme, Edizioni di Passagio, 2008.
- L'Acte esthétique : Cinq réels, cinq risques de se perdre, coll. « 50 questions », éditions Klincksieck, 2008, 212 pages. Trad. italienne Modène, Edizioni Mucchi, 2009.
- Le Pouvoir esthétique, éditions Manucius, 2009, 140 pages.
- La Pietà de Viterbe, éditions Passage d'encres, coll. Traces, 2010.
- Présentation, traduction et notes de Burke, Recherche philosophique sur l'origine de nos idées du sublime et du beau, 1re éd. Vrin 1990, 2e éd. revue et augmentée Vrin 1998, 3e éd. revue et abrégée, Livre de poche, Vrin, 2009, avec 10 illustrations.

### Articles (choix)
- « À quoi sert la sublimation ? », Figures de la psychanalyse, no7(2), p. 57-80, 2002, [lire en ligne].
- « Des écrits comme « paroles réelles » chez Lacan et chez Vico », Essaim, n° 28(1), 2012, p. 143-159. [lire en ligne].
- « Vers l’autonomisation des nuages : la voie picturale », Revue de l'art, N° 210(4), 2020, p. 50-61,  [lire en ligne].
- « En quel sens le beau kantien est-il l’héritier du sublime longinien ? Monisme ou dualisme esthétique ? », Revue internationale de philosophie, n° 303(1), 2023, p. 55-74 [lire en ligne].
- « Sujet », sur www.universalis.fr (consulté le 26 octobre 2024)

## Distinctions
- Chevalier de la Légion d'honneur